# Winning Post
Winning Post (ウイニングポスト, « Poteau d'arrivée ») est une série de jeux vidéo de simulation de courses hippiques développée par Koei Tecmo et éditée depuis 1993. La franchise, qui compte plus d'une vingtaine d'épisodes principaux, permet aux joueurs d'endosser le rôle d'un propriétaire et éleveur de chevaux de course, gérant tous les aspects de l'industrie hippique, de l'élevage à la participation aux prestigieuses courses internationales.
Les jeux de la série se caractérisent par leur approche réaliste et détaillée de l'univers des courses de chevaux, intégrant des mécaniques complexes d'élevage, de génétique équine, de gestion financière et de stratégie sportive. Les joueurs doivent développer leur haras, sélectionner les reproducteurs, entraîner leurs poulains et élaborer des tactiques de course pour remporter les compétitions les plus prestigieuses, incluant des reconstitutions fidèles de courses légendaires comme le Prix de l'Arc de Triomphe ou le Kentucky Derby.
Principalement commercialisée au Japon sur diverses plateformes dont PlayStation, Nintendo Switch et PC, la série Winning Post a connu quelques sorties internationales limitées. La franchise s'est imposée comme une référence dans le genre de la simulation hippique, bénéficiant d'une base de fans fidèles et d'une longévité remarquable qui témoigne de l'engouement durable pour l'univers des courses de chevaux dans le jeu vidéo.

## Aperçu
Lancée en 1993, Winning Post est décrite comme la plus ancienne franchise de simulation sportive et de gestion de Koei encore en activité. Le producteur général de la série est Kou Shibusawa, créateur également des séries Nobunaga's Ambition et Romance of the Three Kingdoms.
Le concept central de la série place le joueur dans le rôle d'un propriétaire-éleveur de chevaux de course, l'immergeant dans l'univers des hippodromes et lui permettant de vivre la satisfaction de l'élevage de chevaux gagnants. La distribution internationale de la série a été largement limitée au marché japonais. À ce jour, seule la version Sega Saturn de Winning Post EX a été commercialisée en dehors du Japon, sortie en Amérique du Nord sous le titre simplifié Winning Post. Tous les autres épisodes de la série sont restés exclusifs au territoire japonais.
La série a célébré son 30e anniversaire en 2023 avec la sortie de Winning Post 10, qui présente des modèles 3D de chevaux de course remaniés et une attention particulière aux détails visuels. Les derniers opus de la série continuent de sortir chaque année.

## Liste des jeux
- Winning Post - PC-9801 (14 janvier 1993)[4], X68000 (28 mai 1993)[5], Super Famicom (10 septembre 1993), Mega CD (17 septembre 1993)[6], 3DO (16 septembre 1994), PC-98 (1995)
  - Winning Post EX - PlayStation (29 décembre 1995), Saturn (11 août 1995)
  - Winning Post Advance - Game Boy Advance (21 mars 2001)[7]
- Winning Post 2 - Super Famicom (18 mars 1995), PlayStation, Sega Saturn (22 mars 1996)
  - Winning Post 2: Program '96 - Super Famicom, PlayStation, Sega Saturn (4 octobre 1996)[8]
  - Winning Post 2: Final '97 - PlayStation, Sega Saturn (2 octobre 1997)
- Winning Post 3 - PlayStation (February 26, 1998), Sega Saturn (2 avril 1998)
  - Winning Post 3: Program '98 - PlayStation (1er octobre 1998), Sega Saturn (3 décembre 1998)
- Winning Post 4 - PlayStation (18 septembre 1999)
  - Winning Post 4 Program 2000 - PlayStation (23 mars 2000), Dreamcast (30 mars 2000)
  - Winning Post 4 Maximum - PlayStation 2 (28 septembre 2000)
  - Winning Post 4 Maximum 2001 - PlayStation 2 (22 mars 2001)
- Winning Post 5 - PlayStation 2 (22 décembre 2001)
  - Winning Post 5 Maximum 2002 - PlayStation 2 (19 septembre 2002)
  - Winning Post 5 Maximum 2003 - PlayStation 2 (29 mai 2003)
- Winning Post 6 - PlayStation 2 (28 août 2003)[9]
  - Winning Post 6 with Power-Up Kit - Windows (21 novembre 2003)[10]
  - Winning Post 6 Maximum 2004 - PlayStation 2 (20 mai 2004)[11]
  - Winning Post 6: 2005 Nendoban Related Games - PlayStation 2 (24 février 2005) - sorti en tant que jeu seul et combiné avec G1 Jockey 3 (en)[12]
  - Winning Post 6 2006 - PlayStation Portable (24 août 2006)[13]
  - Winning Post 6 2008 - PlayStation Portable (26 juin 2008)[14]
- Winning Post 7 - PlayStation 2 (25 août 2005)[15]
  - Winning Post 7 Maximum 2006 - PlayStation 2 (16 mars 2006)[16]
  - Winning Post 7 Maximum 2007 (en) - PlayStation 3, PlayStation 2 (29 mars 2007)[17]
  - WWinning Post 7 Maximum 2008 (en) - Windows (15 février 2008), Wii, PlayStation 3, PlayStation 2 (13 mars 2008)[18]
  - Winning Post 7 2009 - PlayStation Portable (1er octobre 2009)[19]
  - Winning Post 7 2010 - Windows (27 août 2010), PlayStation 3, PlayStation Portable (22 août 2010)[20]
  - Winning Post 7 2012 - PlayStation 3, PlayStation Portable (15 mars 2012)[21]
  - Winning Post 7 2013 - PlayStation 3, PlayStation Portable, PlayStation Vita, Windows (14 mars 2013)
- Winning Post World - Windows (20 février 2009), Wii, PlayStation 3, PlayStation 2 (2 avril 2009)[22]
- Winning Post World 2010 - Xbox 360, Wii, PlayStation 3, PlayStation 2 (20 février 2010)[23]
- Winning Post 8 - (27 mars 2014)
  - Winning Post 8 2015 - (5 mars 2015)
  - Winning Post 8 2016 - Windows, PlayStation 3, PlayStation Vita (27 mars 2014), PlayStation 4 (31 mars 2016)
  - Winning Post 8 2017 - Windows, PlayStation 3, PlayStation 4, PlayStation Vita, Nintendo Switch (2017)
  - Winning Post 8 2018 - Windows, PlayStation 4, PlayStation Vita, Nintendo Switch (2018)[24]
- Winning Post 9 - Windows, PlayStation 4, Nintendo Switch (2019)
  - Winning Post 9 2020 - Windows, PlayStation 4, Nintendo Switch (11 mars 2020)
  - Winning Post 9 2021 - Windows, PlayStation 4, Nintendo Switch (18 mars 2021)
  - Winning Post 9 2022 - Windows, PlayStation 4, Nintendo Switch (31 mars 2022)
- Winning Post 10 - Windows, PlayStation 4, PlayStation 5, Nintendo Switch (30 mars 2023)
  - Winning Post 10 2024 - Windows, PlayStation 4, PlayStation 5, Nintendo Switch (28 mars 2024)[25]
  - Winning Post 10 2025 - Windows, PlayStation 4, PlayStation 5, Nintendo Switch (27 mars 2025)

### Power-Up Kit
Comme pour les autres œuvres de Koei, une version Power-Up Kit (ja) (avec mises à jour et extensions intégrées) est vendue pour l'édition PC. À partir de la série 3, il est possible d'éditer les capacités initiales des étalons et des jockeys, bien que cela ne puisse pas être fait en cours de jeu (cette fonctionnalité d'édition est devenue disponible plus tard dans les versions console). Selon les opus, il est également possible de créer des étalons qui n'apparaissent pas normalement dans le jeu. Il est devenu possible de ressusciter en tant qu'étalons des chevaux de course, comme Silence Suzuka (en) et Rice Shower (en), qui n'ont pas pu devenir des étalons en raison de leur mort prématurée (cette fonctionnalité est devenue disponible plus tard dans les versions console avec les étalons spéciaux).
Grâce au Power-Up Kit, des chevaux ayant remporté des courses de Grade I après la sortie de la version standard peuvent être ajoutés ou voir leurs capacités modifiées.
De plus, certaines séries des versions console ont également une fonction d'édition implémentée (cependant, à partie de la série 7, la création d'étalons originaux a été supprimée et il n'est plus possible de modifier les noms. Dans la série 8, il n'est possible de modifier que les noms des personnes sur toutes les plateformes, mais à partir de 8 2015, il est devenu possible d'éditer les capacités des jockeys, des entraîneurs, des chevaux de course et des étalons).
Dans les versions console d'autres œuvres de Koei, comme la série Nobunaga's Ambition et la série Romance of the Three Kingdoms, le Power-Up Kit est vendu avec l'annotation « avec Power-Up Kit ». Cependant, dans les versions console de cette série, elles sont vendues sous des titres comme « Programme ○○ » ou « Maximum ○○ » (où ○○ est remplacé par une année), qui introduisent les derniers programmes de course, étalons et juments reproductrices, ou avec des titres auxquels une année est ajoutée (par exemple, Winning Post 8 2015). Cependant, à partir de la série 8, les versions PC et console ont été unifiées sous la forme d'une version mise à jour avec le titre suivi d'une année.

## Contenu du jeu

### Objectif
Posséder un excellent cheval de course et acquérir une renommée en tant que propriétaire et éleveur est l'objectif principal. Pour cela, il est nécessaire de se consacrer à l'élevage et à l'achat de chevaux de course exceptionnels. Bien qu'il existe un concept de fin de jeu, il s'agit essentiellement d'un des événements du jeu, et il n'y a pas d'objectif obligatoire à atteindre pour continuer à jouer, sauf éviter la faillite. Par conséquent, les joueurs peuvent profiter d'un style de jeu libre. À l'exception de certains jeux comme la série 2, après la fin, le jeu continue normalement, et les joueurs peuvent jouer indéfiniment tant qu'ils le souhaitent (au sens strict jusqu'en 9999, et jusqu'en 2999 à partir de la série 8).

### Cadre du jeu
Les premières œuvres se déroulaient uniquement dans les courses centrales japonaises (ja) (seul le Prix de l'Arc de Triomphe était accessible en dehors des courses centrales), mais à partir de la série 2, les scènes s'étendent aux courses locales (ja) et aux courses à l'étranger. À partir de de la série 4, le nombre de courses locales et étrangères accessibles augmente considérablement, et il devient également possible de recevoir des récompenses des organisateurs de courses étrangers. À partir de la série 6, il est possible de faire courir des chevaux à l'étranger. De plus, des séries comme l'Asian Mile Challenge (en) et le World Racing Championship (ja) sont introduites. Les courses accessibles en dehors du Japon sont celles listées dans la Partie 1 des normes des enchères internationales (en), incluant la plupart des courses majeures en Amérique du Nord et en Europe, ainsi que certaines courses majeures aux Émirats Arabes Unis (Dubaï), à Hong Kong, à Singapour et en Australie. Cependant, même dans les pays listés dans la Partie 1, les courses en Amérique du Sud, en Afrique du Sud et en Nouvelle-Zélande ne sont pas accessibles. Les courses d'obstacles (en) ne sont pas introduites dans la série 10. Les courses sur surfaces synthétiques (en) ne sont pas non plus introduites, et les courses qui se déroulent sur surfaces synthétiques, comme la Dubaï World Cup, sont toutes remplacées par des pistes en terre.
En ce qui concerne le cadre temporel, il était courant de commencer quelques années après la date de sortie du jeu, mais à partir de la série 7, il est possible de commencer à des époques spécifiques remontant à plusieurs décennies avant la date de sortie du jeu, afin de permettre la possession et la compétition avec des chevaux de course historiques. Seul World adopte une méthode de boucle de 1983 à 2008 (2010).

### Début du jeu
Au début, vous configurez votre nom de propriétaire, votre secrétaire, les couleurs de votre tenue, etc. Vous pouvez également décider d'un préfixe pour les noms de vos chevaux (bien que ce ne soit pas obligatoire). Initialement, vous possédez deux chevaux : un de deux ans et un de trois ans, qui vous sont offerts par votre secrétaire ou d'autres propriétaires rivaux, ou que vous achetez vous-même (dans les séries 7 et 8, vous achetez un cheval de deux ans aux enchères et un cheval de course actif proposé par un propriétaire rival, soit un total de deux chevaux. Bien sûr, vous pouvez également acheter des chevaux historiques).

### Élevage de chevaux de course
Le joueur peut produire des chevaux de course dans son propre ranch. À partir de la série 4, il est possible de faire des croisements avec des étalons étrangers, et à partir de la série 6, l'élevage dans des ranchs ouverts à l'étranger (États-Unis et Europe) est également possible. Dans les premières œuvres de la série, le concept dominant était de croiser des pur-sang excellents pour produire des chevaux de course exceptionnels, mais cela a évolué vers un système où il est difficile de produire des chevaux de course exceptionnels sans se baser sur certaines théories de croisement définies dans le jeu. De plus, à partir de la série 7, il est possible de produire des chevaux historiques. En principe, les croisements ne sont possibles qu'entre chevaux nationaux, mais dans le mode « Grand Ranch » de la série 7 et dans la mise à jour de la série 8 ainsi que dans 8 2015, il est possible de croiser avec des chevaux étrangers en construisant des installations de niveau 3 pour les étalons (cependant, seuls les chevaux dont le père est né à l'étranger et la mère au Japon (par exemple, Seeking the Pearl (ja), qui peut être obtenu lors de la vente de chevaux d'entraînement à l'étranger, ou les juments qui peuvent être achetées sur la carte de chevaux d'outre-mer ou lors de l'événement d'achat de chevaux à l'étranger) peuvent être élevés sans condition).

#### Principales théories de croisement
Consanguinité
Produire des chevaux talentueux en croisant des chevaux étroitement apparentés. Cependant, cela peut entraîner des problèmes de santé.
Ligne de sang
Produire des chevaux talentueux en croisant des chevaux de la même lignée. Présente les mêmes inconvénients que la consanguinité.
Croisement extérieur
Croisement de chevaux sans lien de parenté proche. Bien que cela n'améliore pas les capacités, cela améliore la santé physique et mentale. Dans certaines œuvres, cela n'a que des inconvénients.
Nick
Lorsque les lignées des deux parents sont compatibles, cela augmente les chances de produire des chevaux de grande capacité.
Croisement d'activation de lignée sanguine
Si huit chevaux, sur deux générations de parents, appartiennent à de nombreuses lignées différentes, les capacités des poulains sont améliorées.
Facteurs
Certains étalons et juments reproductrices possèdent des facteurs spécifiques, et lorsque ces facteurs remplissent certaines conditions, ils influencent les capacités des poulains.
Jument vide
Théorie existant uniquement dans les séries 2 et 3. Si une jument reproductrice n'est pas intentionnellement mise en gestation pendant un an, les capacités des poulains nés l'année suivante sont améliorées.

### Courses
Dans les œuvres jusqu'à la série 3, les courses se déroulaient de manière à ce que les chevaux de course puissent se faufiler entre les autres ou courir dans des couloirs séparés comme en athlétisme, donc les autres chevaux de course n'obstruaient pas la voie, et les courses étaient fortement axées sur l'affrontement des capacités. Cependant, à partir de la série 4, ce concept est abandonné et les courses se déroulent comme dans les courses hippiques réelles, où les autres chevaux participants peuvent gêner et empêcher de prendre la trajectoire souhaitée.
Dans la série 1 et à partir de la série 6, il existe également des abandons de course et des pronostics défavorables (un abandon de course ne conduit pas nécessairement à un pronostic défavorable).

### Événements
Des événements se produisent lorsque certaines conditions sont remplies, par exemple :
Événement du palefrenier
Présent dans les séries 1, 6, et 7. Un palefrenier aspirant jockey apparaît dans le ranch. Il fera ses débuts en tant que jockey avec un niveau d'amitié élevé avec le joueur. Dans la série 1, les capacités des chevaux possédés par le joueur et produits dans le ranch où le palefrenier apparaît sont considérablement améliorées.
Événement Shunrai
Présent dans la série 2 et à partir de la série 6. Dans la série 2, si une pouliche triple couronne, invaincue en 9 courses, se blesse lors de l'Arima Kinen et prend sa retraite, et que son premier poulain (nommé « Shunrai ») affiche d'excellentes aptitudes. Dans la série 6, il se produit lorsqu'un gérant d'élevage ne possède qu'une seule pouliche triple couronne et que son premier poulain est une pouliche. Dans la série 7, l'exigence d'un gérant d'élevage est supprimée et la condition est assouplie pour n'exiger qu'une seule pouliche triple couronne de son élevage. De plus, l'événement Shunrai se produit désormais lorsqu'un cheval est accouplé avec un étalon triple couronne et donne naissance à un poulain.
Événement Il Piccolo
Apparaît dans la série 3. Inspiré du véritable cheval de course Ribot. Il décrit l'interaction entre un jeune jockey et un cheval de course à maturation tardive dont il est le jockey principal, ainsi que leur progéniture.
Événement Titania/Momohime
Le premier apparaît dans la série 3, le second apparaît à partir de la série 7. Le premier est inspiré du véritable cheval de course Titania (ja), et le second est basé sur une anecdote concernant la nourrice du cheval Special Week. Cela se produit avec un premier poulain talentueux né d'une mère au tempérament difficile, où le poulain sevré est nourri par la fille du directeur du ranch dans le premier cas, et par une jument de trait empruntée d'un autre ranch dans le second cas.
Événement de saut de clôture
Apparaît à partir de la série 6. Inspiré du véritable cheval de course Tokai Teio. Un pur-sang saute par-dessus une clôture et s'échappe de l'enclos.
Cérémonie de dépôt de gerbes
Apparaît uniquement dans la série 7. Se produit la semaine suivant le pronostic défavorable d'un cheval historique ou d'un cheval possédé par le joueur. Une cérémonie de dépôt de gerbes est organisée pour un cheval de course décédé lors d'un accident pendant la course. Notez que même pour les chevaux qui ne sont pas en pronostic défavorable pendant la course (comme ceux qui ont été traités, mais ont développé une colite et ont été euthanasiés), une cérémonie de dépôt de gerbes est organisée.

### Principaux personnages et chevaux

#### Personnages

##### Jockeys et entraîneurs
Dans la série 1, seuls des personnages fictifs inspirés de jockeys et d'entraîneurs réels apparaissaient, mais au fil des séries, l'utilisation de noms réels a progressé. Jusqu'à la série 10, seuls les jockeys et entraîneurs de la JRA (Japan Racing Association (en)) apparaissaient, mais dans 10 2024, le jockey Fumio Matoba, membre de l'Association des Jockeys de Tokyo, est devenu le premier jockey lié aux courses hippiques locales à apparaître dans les jeux. De plus, au fil du jeu, il y a des retraites et des débuts de nouveaux jockeys, et des personnages fictifs (les noms et capacités étaient aléatoires uniquement dans la série 1, et prédéfinis dans les séries suivantes) apparaissent en tant que jockeys, tandis que des personnages fictifs ou des jockeys retraités dans le jeu apparaissent en tant qu'entraîneurs. De plus, avec le temps, les personnages qui étaient actifs en tant que jockeys ou entraîneurs au début du jeu réapparaissent en tant que nouveaux jockeys.
Dans les séries 6 et 7, les jockeys créés par le joueur peuvent apparaître dès le début du jeu.
Dans la série 8, il est possible de se marier uniquement avec des personnages fictifs. De plus, les descendants du joueur apparaissent en tant que jockeys.

##### Propriétaires et éleveurs de chevaux de course
La plupart sont des personnages fictifs inspirés de personnes ou d'éleveurs réels. À partir de la série 7, des noms réels ont été utilisés, alors que dans les séries précédentes, les noms étaient juste très proches de ceux de personnes réelles, afin que les utilisateurs connaissant parfaitement les courses hippiques puissent identifier les inspirations réelles. Certaines versions ou séries disposent d'une fonction d'édition permettant de changer les noms fictifs en noms réels. Des personnages originaux du jeu, non basés sur des modèles réels, apparaissent également.
Des propriétaires rivaux ayant une rivalité directe avec le joueur et des ranchs gérés par des propriétaires rivaux sont apparus pour la première fois dans 3 Programme '98 , et ont été introduits dans les jeux à partir de la série 5. Certains propriétaires rivaux ont pour caractéristique de ne posséder que des chevaux d'une certaine couleur. Voici les principaux propriétaires rivaux :
- Masateru Ohtori
- Yuki Shiramine
- Yuriko Soma
- Erina Oritsuki (n'apparaît pas dans la série 8)
- Ena Yuki (apparaît en tant qu'ami dans les premières séries et dans la série 8, et en tant que secrétaire dans la série 2)

##### Secrétaires, personnel et connaissances
Dans les opus de la série, le joueur a toujours un secrétaire, et lors du début du jeu ou de l'ouverture d'un ranch, il est nommé directeur de ranch. Jusqu'à la série 7, sous certaines conditions, il est possible de nommer un représentant de club. De plus, de nombreuses personnes apparaissent en tant que connaissances du joueur. Dans la série 8, il est possible de se marier avec des connaissances (sauf avec Isaka). De plus, il existe une relève générationnelle.
Certains personnages s'inspirent de personnalités célèbres, que ce soit par leur nom, leur apparence, leur carrière, etc. Par exemple, Isaka Shuzaburo serait inspiré du véritable commentateur hippique Shūgorō Isaki (ja) (avec sa permission). Certains personnages apparaissent dans plusieurs opus, mais leurs rôles changent souvent selon les jeux. Les noms des personnages apparus dans les premiers opus sont liés aux courses de Grade I, comme « Yasuda », « Arima », et « Takarazuka ».
Voici quelques exemples de personnages apparaissant fréquemment :
- Arima Sakurako
- Isaka Shuzaburo
- Takarazuka Kikuo
- Yasuda Satsuki
- Yasuda Chiroku
- Bill Metz
- Ena Yuki (apparaît en tant que propriétaire rival dans les séries ultérieures, sauf dans la série 8)
- Takamatsu Kaisen (apparaît en tant qu'entraîneur dans certaines séries)

De plus, à partir de la série 8, des célébrités réelles apparaissent sous leur vrai nom comme :
- Maya Morinaga (ja) - Dans la série 8, elle apparaît en tant que secrétaire, et dans la série 9, en tant que connaissance[29].
- Takao Suda (ja)- Dans la série 9 et 9 2020, il apparaît en tant que connaissance exclusive pour les membres du site d'informations sur les courses « netkeiba.com », et dans 9 2021, il apparaît en tant que connaissance pour tous les utilisateurs[29].

##### Directeurs de ranch
Les ranchs d'élevage de chevaux de course appartenant au joueur ont un directeur de ranch. À partir de la série 5, des valeurs de capacité sont définies, ce qui a un impact réel sur les activités d'élevage du joueur. De plus, dans les séries 2, 3 et 4, des personnages spécifiques occupaient ce poste, mais à partir de la série 5, il est possible de choisir et de remplacer, et certains amis peuvent également devenir directeurs de ranch. Dans la série 8, le joueur peut épouser la personne dirigeant le ranch, et il est également possible de faire de la descendance du joueur le directeur de ranch.

#### Chevaux de course

##### Chevaux de course sous leur vrai nom
À partir de la série 7, des chevaux ouverts de chaque année, y compris locaux et étrangers, ainsi que leurs parents, et des chevaux participant à des courses célèbres apparaissent sous leur vrai nom.

##### Super Horses
Les Super Horses (SH) sont des chevaux de course fictifs apparaissant dans le jeu avec des capacités de course exceptionnelles, et que les joueurs visent à acquérir ou à vaincre. Le concept de SH existe depuis la première génération et ils apparaissent en tant que rivaux des chevaux de course possédés par le joueur, mais dans certains opus, il est possible de produire et de posséder soi-même certains SH (bien que des chevaux étrangers comme Iron King, Kamaitachi et Russian Roulette ne puissent pas être possédés. De plus, Indurain, étant un cheval produit à l'étranger, ne peut pas être produit par le joueur et ne peut être obtenu que lors de la vente aux enchères d'entraînement, mais les SH étrangers peuvent être produits en possédant leur mère lors d'un événement d'achat de chevaux étrangers).
De plus, dans les opus à partir de la série 3, où le concept de lignée est fortement présenté, de nombreux mâles SH apparaissent en tant que candidats étalons successeurs pour des étalons spécifiques ou des lignées.
Les SH apparaissent souvent dans les quelques années suivant le début du jeu (dans la série 2, ils apparaissent constamment pendant la période de jeu. Dans les séries 7 et 8, ils apparaissent pendant quelques années après qu'un certain nombre d'années se soient écoulées depuis le début du jeu). Certains SH apparaissent dans plusieurs œuvres de la série avec des noms de chevaux spécifiques.

###### Principaux Super Horses
Les parents et le sexe sont basés sur des paramètres standard et peuvent varier selon le mode ou de l'opus.
Third Stage (mâle)
Père : Tokai Teio
SH représentant la série. De Symboli Rudolf à Tokai Teio jusqu'à Third Stage, il ambitionne de devenir le champion du Derby de Tokyo. Dans la série 2, il est de la même génération qu'Unbelievable, le fils de Gallop Dyna (ja) qui a battu son grand-père Symboli Rudolf lors du Tenno Sho (Automne) (ja), et leur rivalité ainsi que celle de leurs fils constituent un pilier important de l'histoire. Dans la série 2, la lignée se poursuit de Third Stage à Wind Valley, puis Last Stage, et enfin Winning Post.
Notez que dans la série 5 et 5 Power Up Kit, il n'apparaît pas. De plus, depuis la mort de Tokai Teio en 2013, dans la série 8 à partir de 8 2015, il apparaît comme étalon reproducteur spécial dans le « scénario futur » (joué après la fin de l'année de reconstitution historique (l'année de sortie du jeu)) ayant déjà pris sa retraite des courses. De plus, à partir de 9 2020, il n'apparaît plus dans le scénario normal, à moins d'effectuer intentionnellement la saillie en 2015 dans le jeu.
First Safie (femelle)
Père : Daitaku Helios (ja), mère : Daiichi Ruby (ja).
Successeur de la « Magnifique famille (ja) » qui continue de Hagino Top Lady (ja) à Daichi Ruby. Le producteur a déclaré que le père était Daitaku Helios car il a été influencé par la série Love Mile Race dans le jeu Umanari 1 Furlong Theater (ja) de Yoshida Miho (ja). « First » est un titre des séries 1 à 3.
USS Escape (mâle)
Père : Ines Fujin (en) (dans la série 7, Sunny Brian (ja), dans la série 8, Mihono Bourbon (ja))
Comme son nom l'indique, un cheval d'échappée comme son père. Dans la série 1, il montre souvent des performances qui surpassent celles de Third Stage. Il est principalement actif sur les courses de fond. Dans de nombreux opus de la série, il est un candidat potentiel pour succéder à la lignée d'El Valle. « USS » est le titre de son nom des séries 1 à 4.
Super Shoot (mâle)
Père : Soccer Boy (ja)
Un cheval capable de courir du mile au demi-fond. Son nom et son style de course lui viennent bien sûr de son père. Il est également candidat à la succession de Soccer Boy comme étalon reproducteur, et n'a pas participé à certaines épreuves en raison du succès de Narita Top Road (en) et Hishi Miracle (ja), il n'apparaît pas dans certains opus. Il est de couleur alezan.
Dark Legend (mâle)
Père : Oguri Cap (en) (dans les premiers opus de la série 7, Jade Robbery (ja), dans la série 8, Kurofune (en))
Dans la plupart des opus jusqu'à la série 7, il est un candidat étalon successeur d'Oguri Cap. Sa technique de course est principalement le sprint final. Il est de couleur gris.
Russian Roulette (mâle)
Père : Soviet Star (dans la série 7, Strategic Choice, dans la série 9, Shantou)
Mère : Quarter Moon (série 8)
Un cheval précoce qui montre une performance remarquable jusqu'à la moitié des classiques, mais qui décline ensuite. À partir de la série 7, il est devenu un cheval étranger, mais dans la série 8, il est possible de le produire en possédant la mère Quarter Moon.
Meiji Garden (mâle)
Père : Mejiro McQueen (dans certaines versions Maximum des séries 7 et 8, la lignée, la couleur et le propriétaire sont modifiés aléatoirement, mais il est possible pour le joueur de le nommer)
De race grise, comme son père, il est un étalon potentiel pour sa succession. « Meiji » est le nom de référence des chevaux des séries 1 à 6.
Kamaitachi (mâle)
Père : Mejiro Palmer (ja) (dans la série 7, un cheval étranger produit par Lando (en))
Un cheval de longue distance à maturation tardive.
Thunder Mountain (mâle, femelle)
Un cheval de poursuite sur courte distance. Dans la série 3, c'était une femelle produite par Mejiro Ryan (ja), mais à partir de la série 4, c'est un candidat étalon successeur de Trot Thunder (ja). Dans certaines versions Maximum de la série 7, il est un poulain né de Wild Rush (ja).
Cross Ring (mâle)
Père : Tamamo Cross (en) (dans certaines versions Maximum de la série 7, Seiun Sky (en))
Cheval de demi-fond à maturation tardive. Il est de couleur gris. « Ring » est le titre du cheval des series 1 à 3.
Out of America (mâle)
Père : Sunday Silence (dans certaines versions Maximum des séries 7 et 8, War Emblem (en))
Rising Oh (mâle)
Un cheval qui a fait preuve d'une force écrasante lors d'un tournoi organisé par Koei dans la série 2. Cependant, il s'agissait d'un cheval tricheur créé en analysant des mots de passe. Bien sûr, il a été disqualifié du tournoi, mais pour commémorer sa force, il est resté dans l'histoire en tant que SH.
Canyon Cute (femelle)
Dans la série 1, en raison de sa faiblesse inhabituelle pour un SH, elle était également appelée « faux SH ». « Canyon » est le nom du titre dans les séries 1 à 3.
Parmi les autres, on trouve Takochan Zosan, Indurain, Iron King, et Alshain. Beaucoup, comme Alshain (Sunday Silence × Vega (ja)), ont disparu car des chevaux de course réels avec la même combinaison sont apparus (comme Admire Vega (en) et Admire Boss (ja)). Cependant, Alshain lui-même apparaît dans la série 7 avec Mayano Top Gun (en) comme père et Vega comme mère. Il existe également de rares exemples, comme Behind the Mask (ja) apparu dans la série 2, où le nom d'un cheval n'était plus utilisé car un vrai cheval portant le même nom est apparu (le cheval dans le jeu est un mâle, le vrai cheval est une femelle).

#### Étalons et juments reproductrices
Les principaux chevaux au moment du développement du jeu apparaissent. Notez que jusqu'à la série 3, seuls les étalons apparaissaient sous leur vrai nom, mais à partir de la série 4, les juments reproductrices apparaissent également sous leur vrai nom. Notez que dans les chevaux réels à partir de la série 7, sauf dans certains modes, si le joueur ne les possède pas, ils prendront leur retraite l'année de leur décès, comme dans l'histoire. Leur durée de vie pourrait donc être plus courte que d'habitude (ou ils pourraient ne pas pouvoir être utilisés comme étalons reproducteurs ou juments poulinières).

##### Étalons spéciaux
Les étalons spéciaux sont des mâles qui, au moment du début de la sortie du jeu, sont déjà décédés, ont pris leur retraite en tant qu'étalons, n'ont pas pu laisser de descendants en tant qu'étalons, ou sont décédés pendant leur carrière d'étalons, mais qui peuvent être utilisés comme étalons. Par exemple, dans la série 6, des chevaux comme Sunday Silence, déjà décédé à l'époque, ou Silence Suzuka (en), qui n'a pas pu laisser de descendants en tant qu'étalon en raison d'un pronostic défavorable, peuvent être ressuscités en tant qu'étalons. Les étalons spéciaux sont choisis au nombre de 10 au début du jeu, et il n'est pas possible de les ajouter en cours de route. De plus, leur âge est l'âge réel qu'ils auraient s'ils n'étaient pas décédés, donc des chevaux comme Shinzan ne peuvent pas être utilisés en tant qu'étalons spéciaux.

## Bugs
Depuis la série 5, les jeux Winning Post sont connus pour contenir de nombreux bugs et problèmes, en particulier dans les premières éditions. Certains de ces bugs peuvent sérieusement entraver la progression du jeu ou affecter les mécanismes fondamentaux du système de jeu. Avant la série 6, les bugs majeurs et les problèmes affectant les conditions de déclenchement d'événements spécifiques étaient généralement corrigés par des patchs officiels. Cependant, depuis la série 7, une connexion Internet constante est requise pour lancer le jeu, ce qui a fait des mises à jour en ligne le principal moyen de correction des bugs. Cela a permis d'augmenter la fréquence des corrections de bugs et d'accélérer les réponses aux problèmes, mais cela a aussi conduit à des réactions négatives de la part des joueurs, car les mises à jour sont devenues obligatoires et certaines d'entre elles modifient des données ou des spécifications du jeu.

### Charge dans le peloton
Depuis la série 4, pour rendre les situations de course plus réalistes, les chevaux de course autres que le sien sont reconnus comme des obstacles et peuvent bloquer le passage. Cependant, avec cette spécification, le cheval ne cherche généralement pas à éviter les chevaux en tête, ce qui entraîne une augmentation significative des défaites inexplicables. Bien que cette spécification ait été progressivement améliorée dans les versions ultérieures, les chevaux qui courent en tête ont un avantage écrasant car les chevaux qui tentent de les dépasser ou de les rattraper ne s'échappent que rarement à l'extérieur. De plus, une accélération forcée au sein du peloton comporte divers dangers, y compris la chute du jockey, ce qui serait considéré comme un comportement dangereux dans des conditions normales. Cependant, dans le jeu, cela est intentionnellement fait pour des raisons de mise en scène.

### Raisons de la non-exportation
Les jeux de la série Winning Post, bien que populaires au Japon, n'ont pas été largement exportés vers d'autres marchés, en particulier les régions anglophones et européennes. Plusieurs raisons peuvent expliquer cette absence d'exportation :
- Complexité du système de jeu et des références culturelles : Ces jeux se basent sur une compréhension approfondie de l'industrie hippique japonaise, qui n'est pas aussi familière pour les joueurs occidentaux. La gestion des chevaux, des courses et des aspects de reproduction génétique dans le jeu est conçue avec un contexte fortement ancré dans la culture japonaise, ce qui rend le jeu difficile à traduire et à adapter pour un public étranger. Les mécanismes de jeu, bien que riches et profonds, sont souvent perçus comme trop techniques pour le marché occidental, qui préfère des systèmes de jeu plus accessibles et immédiatement compréhensibles.

- Évaluation du marché et des coûts de localisation : La localisation d'un jeu vidéo requiert des investissements considérables, notamment en matière de traduction, d'adaptation du contenu et de mise en marché. Dans le cas de Winning Post, l'édition en dehors du Japon a été jugée économiquement non viable. L'industrie hippique japonaise n'ayant pas le même poids en dehors du pays, les éditeurs ont estimé que la demande pour un tel jeu serait trop faible pour justifier l'énorme coût de la localisation et du marketing dans des pays étrangers. Le manque de popularité des courses de chevaux dans certains marchés occidentaux a également joué un rôle dans cette décision.